# Cisurat
Cisurat is een bestuurslaag in het regentschap Sumedang van de provincie West-Java, Indonesië. Cisurat telt 2982 inwoners (volkstelling 2010).